# Zentrum für Hochschuldidaktik
Das DiZ – Zentrum für Hochschuldidaktik ist eine gemeinsame wissenschaftliche Einrichtung der bayerischen Hochschulen für angewandte Wissenschaften (früher Fachhochschulen) gemäß Art. 16 Abs. 3 BayHSchG. Es wurde 1996 in Kempten – damals noch als eine dem Bayerischen Staatsministerium für Wissenschaft, Forschung und Kunst unmittelbar nachgeordnete Behörde – eingerichtet und befindet sich seit Oktober 2004 in Ingolstadt im Gebäude der ehemaligen Universität („Hohe Schule“). Im Jahr 2021 wurde es in das neugegründete Bayerische Zentrum für Innovative Lehre überführt als weiterer Standort neben dem Hauptsitz in München. 2025 wurde der Standort Ingolstadt geschlossen.

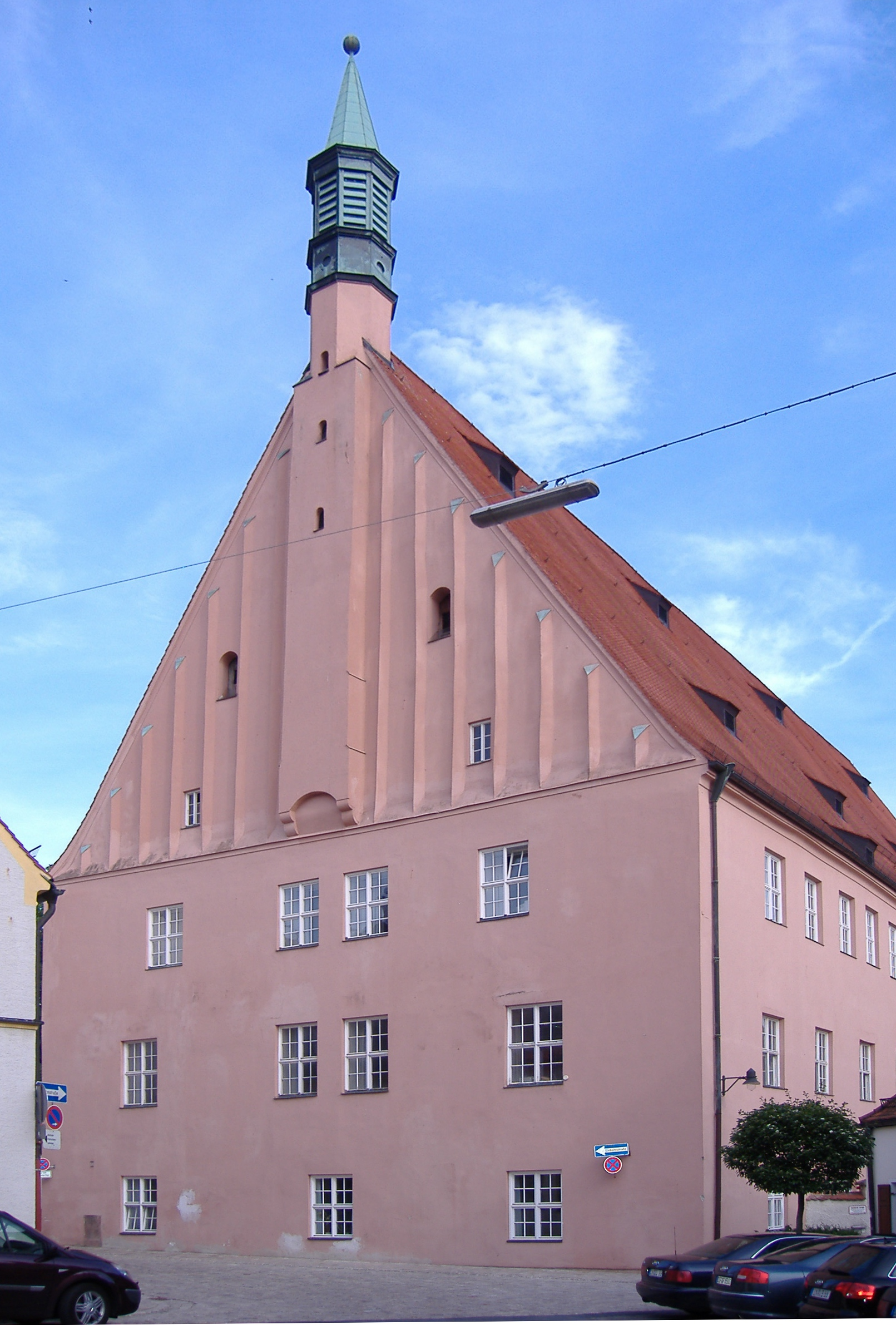
Die Hohe Schule in Ingolstadt. DiZ befindet sich im 2. Stock.

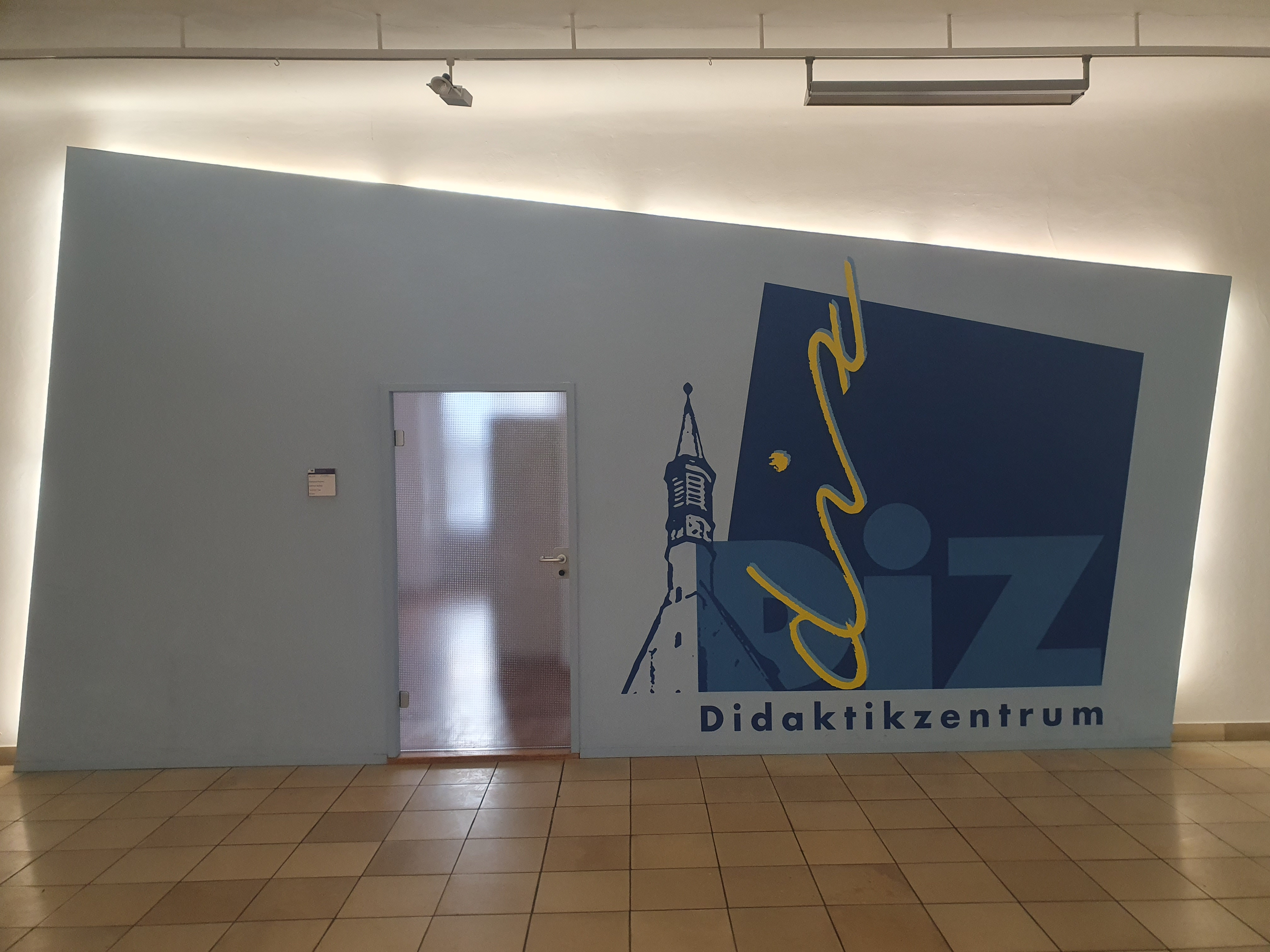
Eingangsbereich des DiZ

## Aufgaben
Der Zweck dieser Einrichtung ist die kontinuierliche Verbesserung der Lehre an allen bayerischen Hochschulen für angewandte Wissenschaften (HaW). Bestehende Anstrengungen in der Hochschuldidaktik sollen gebündelt, koordiniert und für alle nutzbar gemacht werden. Gleichzeitig soll das DiZ aber auch neue Impulse zur Optimierung und Weiterentwicklung der Lehre an Hochschulen geben: Die bayerischen HaW stehen für angewandte Forschung und eine praxisorientierte Lehre, die dem aktuellen Stand der Hochschuldidaktik folgt. Das Ziel, insbesondere in der Lehre höchste Qualität zu sichern, verbindet die bayerischen Hochschulen für angewandte Wissenschaften. Die Qualität der Lehre ist neben der angewandten Forschung das entscheidende Profilierungsmerkmal der Hochschulen. Dafür haben sie das DiZ als gemeinsame wissenschaftliche Einrichtung geschaffen.
Entsprechend sind die Aufgaben des DiZ
- didaktische Weiterbildung der Lehrenden
- Beratungsleistungen zu Themen rund um die Gestaltung der Lehre entsprechend dem aktuellen Bedarf der Hochschulen
- Serviceleistungen rund um die Hochschullehre
- Publikationen (v. a. Zeitschrift DiNa und regelmäßige Newsletter zur Praxis in der Didaktik an Hochschulen)
- angewandte Forschung zur Weiterentwicklung der Hochschuldidaktik, des DiZ und Hochschulen

Das DiZ steht allen hauptamtlich Lehrenden, Mitarbeitern mit Lehraufgaben sowie Lehrbeauftragten der bayerischen HaWs, deren Fakultäten, spezifischen Funktionsträgern (z. B. Dekan und Studiendekan, Studiengangsleiter) zur Verfügung. Die anfallenden Kosten werden vom Wissenschaftsministerium und den Hochschulen getragen.

## Angebot
Das jährliche Programmangebot umfasst
- spezielle Kurse für neuberufene Professoren (je vier Tage Hochschuldidaktik, ein Tag Rechtsfragen),
- Fachdidaktik- und ähnliche Arbeitskreise (ein- und zweitägig),
- Fortbildungskurse zu den verschiedenen Themenbereichen des Zertifikat Hochschullehre Bayern,
- ein Intensivsprachtraining Englisch in Cambridge (3 Wochen).

Daneben richtet das DiZ jährlich je eine Tagung für die Studiendekane und die Dekane der Hochschulen für angewandte Wissenschaften in Bayern aus. Dazu kommen noch 8 bis 12 von den Hochschulen bestellte hausinterne Seminare vor Ort. Ferner richtet das DiZ einmal im Jahr den "Tag der guten Lehre" (bis 2023: „Forum der Lehre“, durchgeführt alle zwei Jahre) aus, in Zusammenarbeit mit der jeweils gastgebenden Hochschule. Im Rahmen dieser Veranstaltung werden die Landeslehrpreise des Wissenschaftsministeriums überreicht.
Bis 2019 wurden pro Jahr rund 150 Fortbildungsveranstaltungen durchgeführt, zum Großteil im Didaktikzentrum, aber auch einige an den Mitgliedshochschulen. Das Didaktikzentrum hat jährlich etwa 1.500 Kursteilnehmer in den Seminaren und Arbeitskreisen. Während der Pandemie 2020/21 wurden die Fortbildungsveranstaltungen weitestgehend auf Online-Formate verschiedener Art umgestellt. Die Teilnehmendenzahlen haben sich dadurch nicht stark verändert.

## Struktur

### Mitglieds- und Partnerhochschulen
Mitgliedshochschulen sind alle staatlichen bayerischen Hochschulen für angewandte Wissenschaften gemäß Art. 1 Abs. 2 Nr. 3 des Bayerischen Hochschulgesetzes (BayHSchG), vertreten durch ihre Präsidenten. Hier eine Übersicht der Hochschulen:
- OTH Amberg-Weiden
- HS Ansbach
- TH Aschaffenburg
- HS Augsburg
- HS Coburg
- TH Deggendorf
- HS Hof
- TH Ingolstadt
- HS Kempten
- HS Landshut
- HS München
- HS Neu-Ulm
- TH Nürnberg
- OTH Regensburg
- TH Rosenheim
- HS Weihenstephan-Triesdorf
- HS Würzburg-Schweinfurt

Assoziierte Partner sind die kirchlichen bayerischen Hochschulen:
- Evangelische Hochschule Nürnberg
- Katholische Stiftungshochschule München
- Fakultät für Religionspädagogik/kirchliche Bildungsarbeit (FH) sowie Fakultät für Soziale Arbeit (FH) der Katholischen Universität Eichstätt-Ingolstadt.

### Didaktikmentoren
Um die Belange der Mitglieds- und Partnerhochschulen beim DiZ einzubringen, werden Didaktikmentoren benannt. Diese fungieren als zentrale Ansprechpartner an der jeweiligen Hochschule. Zu ihren Aufgaben gehört es, dem DiZ Anregungen zur didaktischen Weiterbildung zu geben sowie an der jeweiligen Hochschule als Coach und Mentorin – insbesondere für Neuberufene – zur Verfügung zu stehen. Des Weiteren organisieren sie DiZ-Angebote an ihrer jeweiligen Hochschule.